# マイク・ブラウン (ラグビー選手)
マイク・ブラウン（Mike Brown、1985年9月4日 - ）は、プレミアシップレスター・タイガースに所属するラグビーユニオン選手。

## プロフィール
- イングランド・サウサンプトン出身。
- ポジションはフルバック(FB)。
- 身長 183cm、体重 93kg
- イングランド代表キャップは72（2020年5月現在）でラグビーワールドカップ2015のイングランド代表に選ばれた[1]。

## 略歴
2005年、ハーレクインズに加入。
2021年、ニューカッスル・ファルコンズに加入。
2024年、レスター・タイガースに加入。